# Жаровка (Калинковичский район)
Жа́ровка (бел. Жа́раўка) — хутор в Калинковичском районе Гомельской области Беларуси. Входит в состав Горбовичского сельсовета.

## География
Ближайшие населённые пункты Горбовичи, Антоновка, Рудня Антоновская, Турцевичи.

### Гидрография
Расположены водоёмы.

## История
15 сентября 2022 года на территории Горбовичского сельсовета Калинковичского района Гомельской области образован хутор и присвоено ему наименование на белорусском языке «хутар Жа́раўка», на русском языке – «хутор Жа́ровка».
Границы хутора Жаровка Горбовичского сельсовета Калинковичского района Гомельской области установлены на площади 21,4306 гектара протяжённостью 2,023 километра.

## Население

### Численность
- 2022 год — 5 жителей[источник?]

### Динамика
- 2022 год — 5 жителей[источник?]

## Инфраструктура
- Агроусадьба
- Фермерское хозяйство